# Oborniki-Północ (gromada)
Oborniki-Północ – dawna gromada, czyli najmniejsza jednostka podziału terytorialnego Polskiej Rzeczypospolitej Ludowej w latach 1954–1972.
Gromady, z gromadzkimi radami narodowymi (GRN) jako organami władzy najniższego stopnia na wsi, funkcjonowały od reformy reorganizującej administrację wiejską przeprowadzonej jesienią 1954 do momentu ich zniesienia z dniem 1 stycznia 1973, tym samym wypierając organizację gminną w latach 1954–1972.
Gromadę Oborniki-Północ z siedzibą GRN w mieście Obornikach (nie wchodzącym w skład gromady) utworzono 1 stycznia 1960 w powiecie obornickim w woj. poznańskim z obszarów zniesionych gromad: Nowołoskoniec i Rożnowo w tymże powiecie.
W 1965 gromada miała 27 członków GRN.
1 stycznia 1970 do gromady Oborniki-Północ włączono 29,19 ha z miasta Oborniki w tymże powiecie, natomiast 231,13 ha (części wsi Kowanowo – 154,41 ha, i Kowanówko – 76,72 ha) z gromady Oborniki-Północ włączono do miasta Oborniki.
31 grudnia 1971 do gromady Oborniki-Północ włączono obszar zniesionej gromady Kiszewo oraz miejscowość Bębnikąt ze zniesionej gromady Ludomy w tymże powiecie.
Gromada przetrwała do końca 1972 roku, czyli do kolejnej reformy gminnej. 1 stycznia 1973 w powiecie obornickim utworzono gminę Oborniki.